# Eisenbahn in der Heraldik

Wappen von Aulendorf, einem Bahnknotenpunkt, symbolisiert durch ein Flügelrad

Eisenbahn-Symbole werden in der Heraldik relativ selten verwendet. In der klassischen Wappenkunde gelten sie als unheraldisch, weil sie einen Wappen-Anachronismus darstellen. Dennoch werden sie zuweilen in der modernen Heraldik (Wappen zeitgenössischer Organisationen und Personen, etwa Gemeindewappen) als gemeine Figur dargestellt.

## Zur Heraldik
Wenn eine Bahn-Symbolik in einem Wappen verwendet wird, ist sie in der Regel sehr stark stilisiert, so dass die im Wappen gezeigte Form nicht wirklich zum Gebrauch geeignet wäre. Schiene und Flügelrad (hier weitere Beispiele) werden häufiger als zum Beispiel Lokomotiven oder Waggons genutzt, weil Vorläufer eines Schienensystems und Räder auch schon vor der Gotik bekannt waren. Typisch ist etwa der Hunt, der primär Bergbau symbolisiert, nicht die Eisenbahn an sich. Kommt rollendes Gut als solches vor, ist meist ein bedeutendes Werk vor Ort gemeint, also Produktion, nicht Verkehr im Speziellen.
Es wird aber auch auf einfachere Zeichen zurückgegriffen, etwa Bestandteile wie der Puffer (im Sinne: Verschubbahnhof), Schranken oder das Profil eines Gleises, so beispielsweise in Vila Nova da Baronia.
Eisenbahnknoten werden auch durch diverse Kreuzformen symbolisiert, insbesondere das doppelte verschränkte Andreaskreuz als bekanntes Zeichen der Eisenbahnkreuzung.

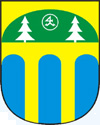
Wappen von Demitz-Thumitz

Weil es wie für moderne naturalistische Figuren keine heraldische Fachsprache gibt (bis auf das Flügelrad, ein altes Symbol des Götterboten Hermes), erfolgt die Blasonierung (Wappenbeschreibung) auch in natürlicher Sprache, das heißt, es wird eine „Schiene“ oder eine „Lokomotive“ genannt. Die genaue Ausformung bleibt dann mangels Darstellungskanon dem gestaltenden Heraldiker überlassen, alle Details mit Bedeutung sind also zu nennen.
Nur Tingierung (Farbgestaltung), Anordnung und Lage werden wie bei jeder Figur heraldisch vermerkt, etwa eine goldene Lokomotive (gelb), eine schräglinker Schiene (von heraldisch rechts unten nach links oben, vom Betrachter aus von links unten: /) oder eine Eisenbahnschranke in natürlichen Farben (das ist, wie sie allgemein aussieht, mit rot-weißem Holm und Fallgitter in Braun, Schwarz, Grau oder Ähnlichem).
Eine komplizierte „heraldisch korrekte“ Beschreibung zu konstruieren, gilt heute als unzeitgemäß, einen Schienenstrang könnte man als „schwebend ein silberner Schräglinks-Zwillingsfaden, darunter sieben braune schmale schrägliegende Schindeln nach der Figur gelegt“ blasonieren, was noch immer weder wirklich eindeutig, noch eingängig wäre.

## Beispiele

Altenbekener Viadukt, (stilisiert)
Ähnlich in Strickscheid DE (Bahnstrecke Pronsfeld–Neuerburg)
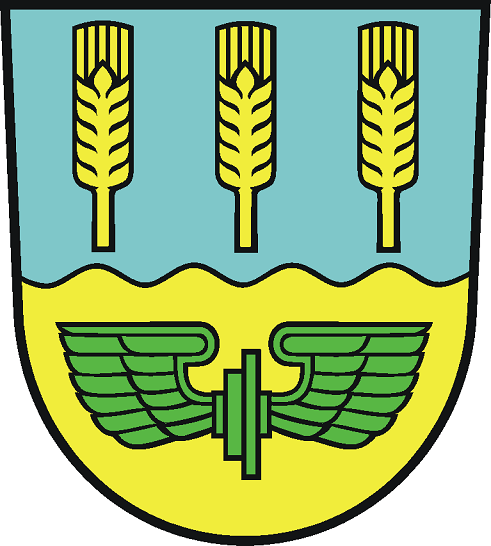
Flügelrad (Bad Kleinen DE)
Schienenkreuz (im Wappen von Bebra DE)
Grünentaler Hochbrücke (im Wappen von Beldorf DE)
Nistertal-Viadukt im Wappen von Dreisbach (Westerwald) DE
Tunnel (im Wappen von Heigenbrücken DE)
Eisenbahnhochbrücke (im Wappen von Hochdonn DE)
Hollenbek DE liegt an der Kaiserbahn
Lokomotivrad (im Wappen von Jübek DE)
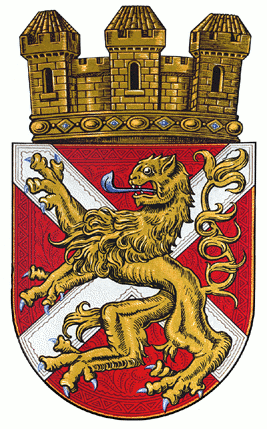
Das Andreaskreuz steht für den Bahnknoten Lehrte
Eisenbahnstrecke (im Wappen von Neubeckum DE)
Flügelrad (Oberhausen-Osterfeld DE)
Tauern nebst -Tunnel (Mallnitz AT)
Eisenbahngleis (Pasching AT)
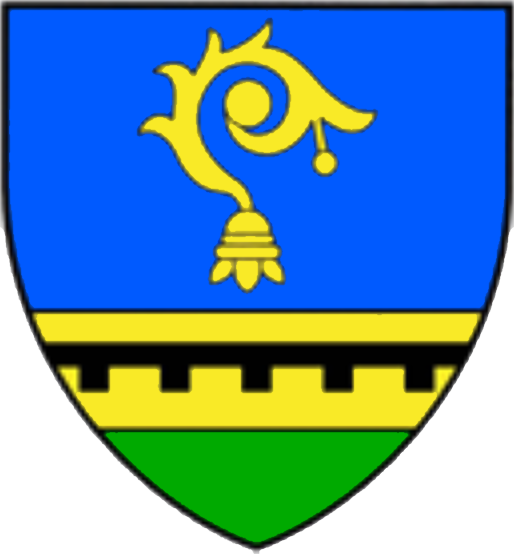
Eisenbahnschiene (Raasdorf AT)
Zwei Schienen im Querschnitt (Chalindrey FR)
Goldene Lokomotive und Zahnrad (Baranawitschy BY)
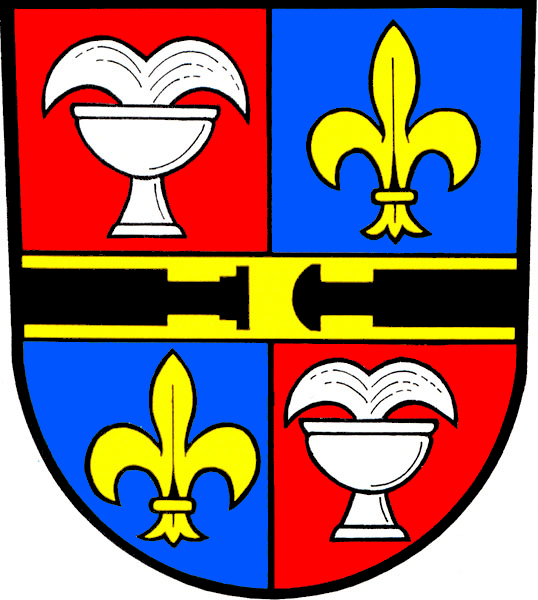
Eisenbahnpuffer (Studénka CZ)
Flügelrad (für Eisenbahn und Geschäftsverkehr)(Ohligs DE)
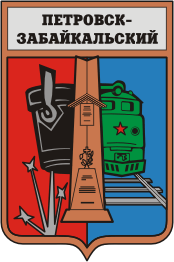
Schienen mit Diesellokomotive (Petrowsk-Sabaikalski RU)
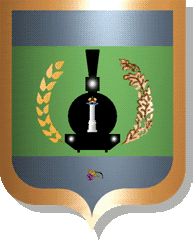
Dampflokomotive (Insa RU)
Dampfzug (Villa Alemana CL)
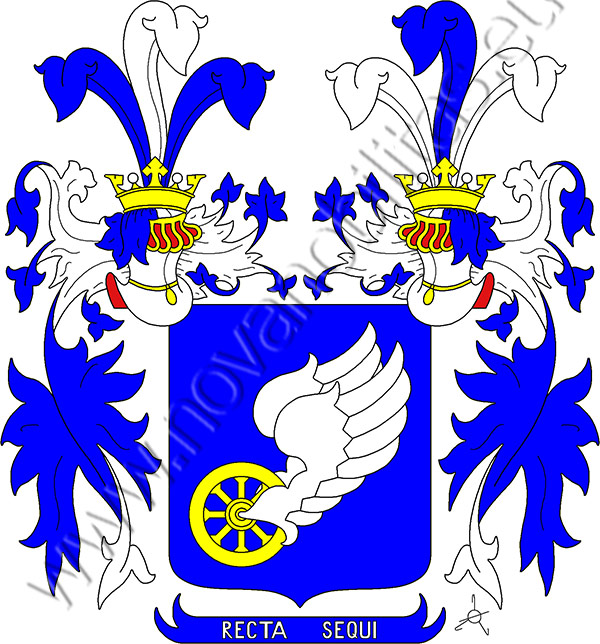
Personen-Wappen (Mathias von Schönerer)

## Wappen der Eisenbahngesellschaften
Die frühen Eisenbahngesellschaften, besonders in Großbritannien und den Britischen Kolonien, hatten eine große Affinität zur Heraldik. Wappen wurden von diesen sehr gerne als Erkennungszeichen im Sinne eines Logos oder zum Schmücken der Eisenbahnwaggons verwendet. Das Flügelrad kommt hier jedoch fast nicht vor.

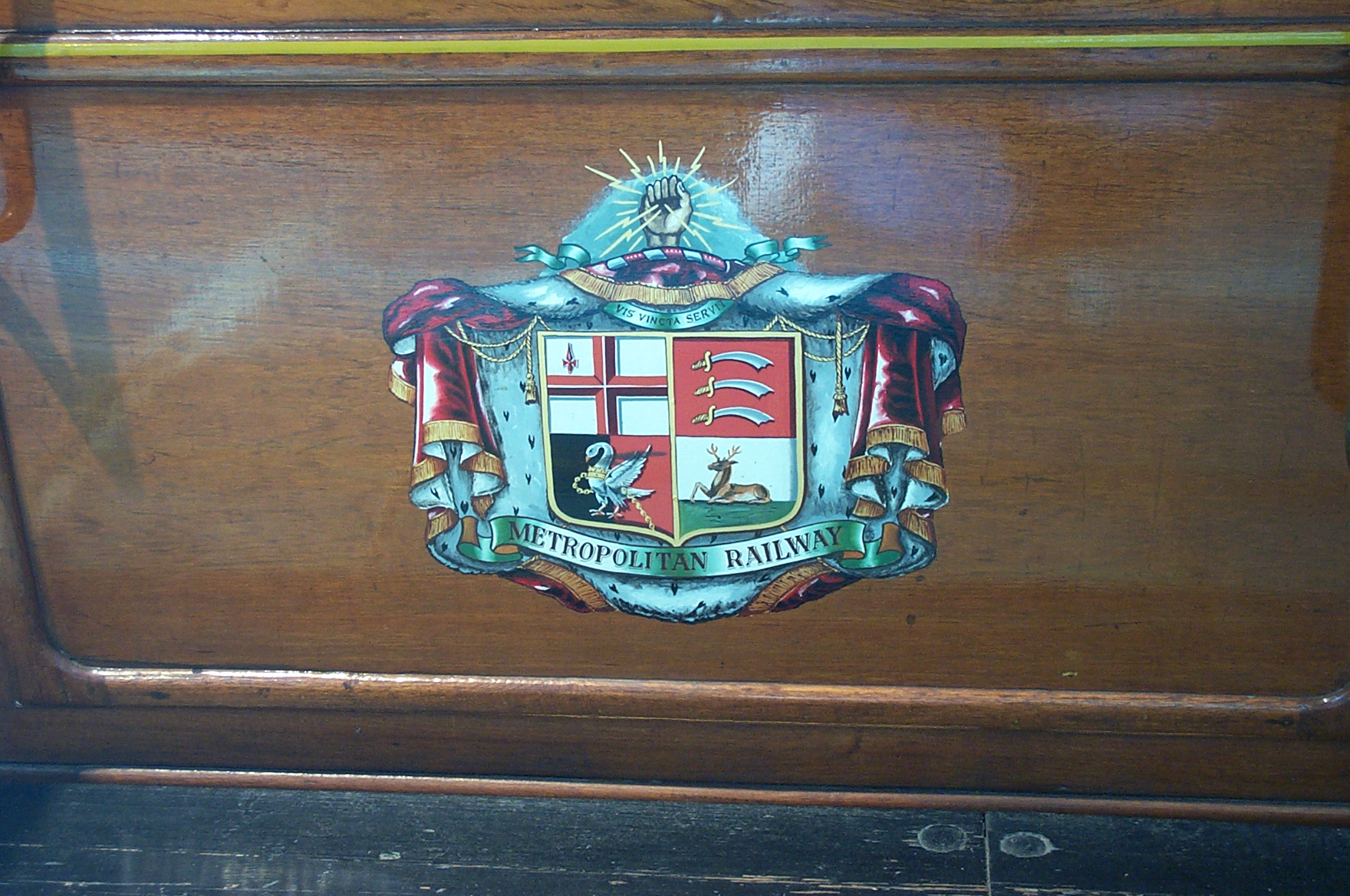
Metropolitan Railway, London (UK)
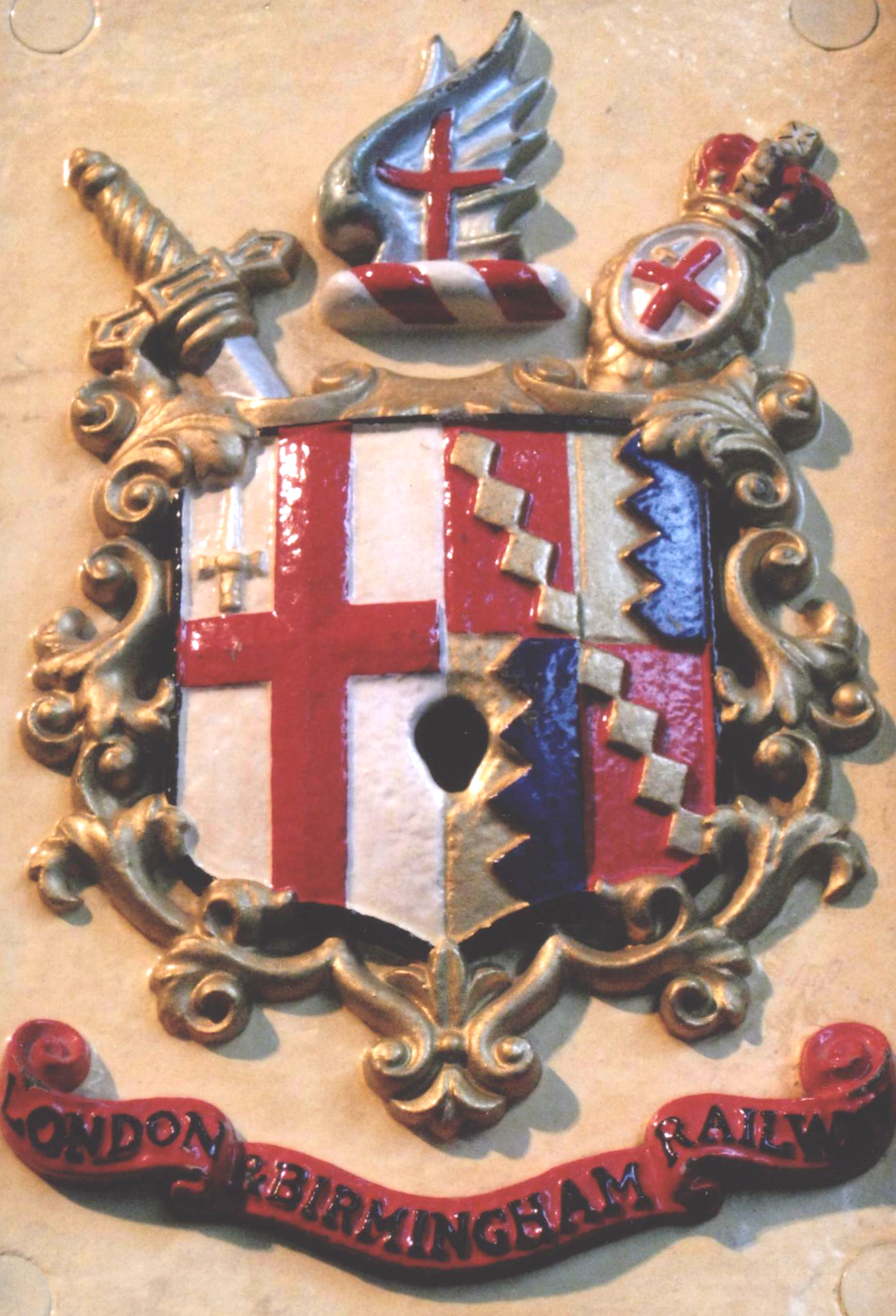
London and Birmingham Railway (UK)
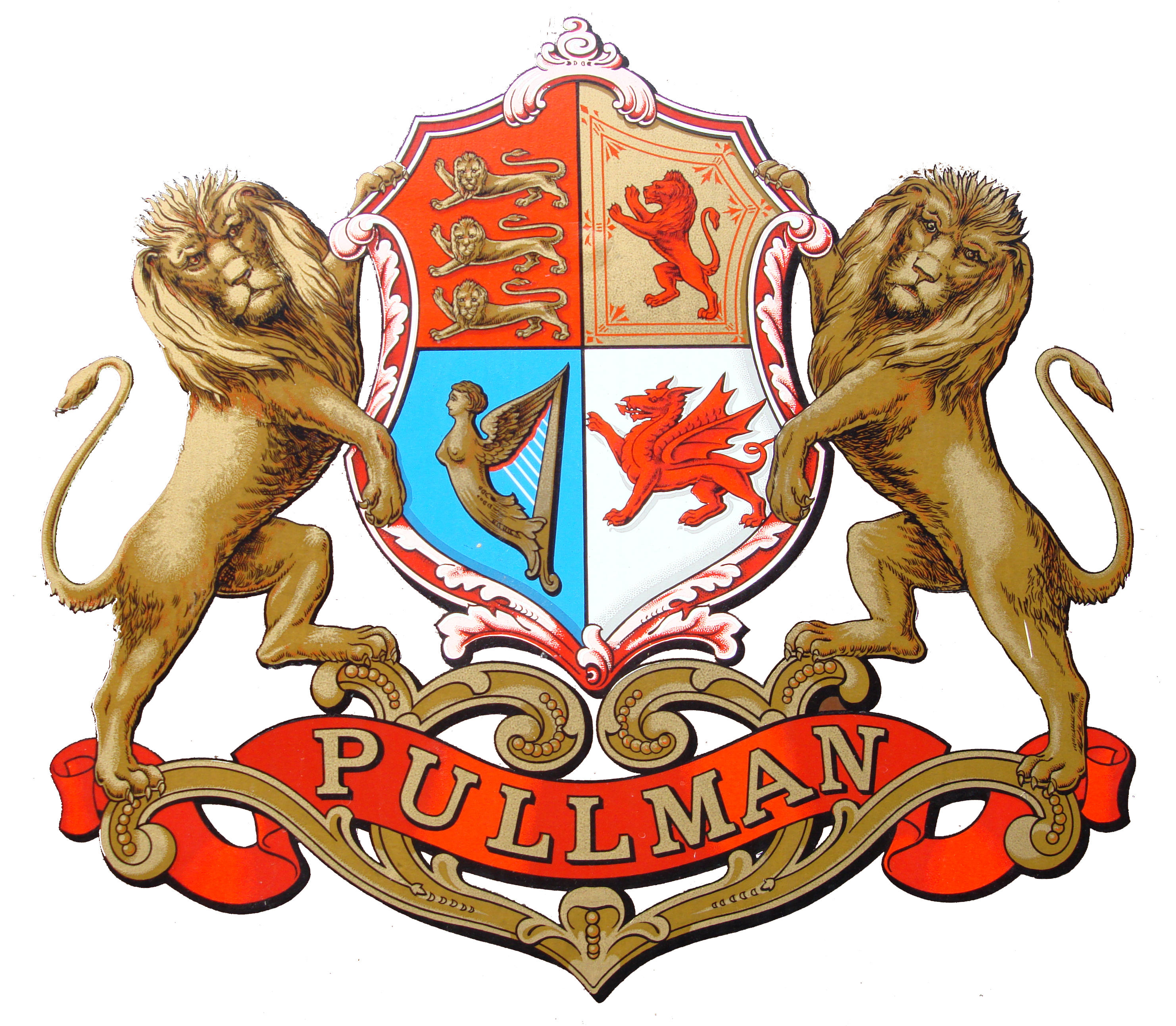
Pullman-Schild (Colne Valley Railway, UK)
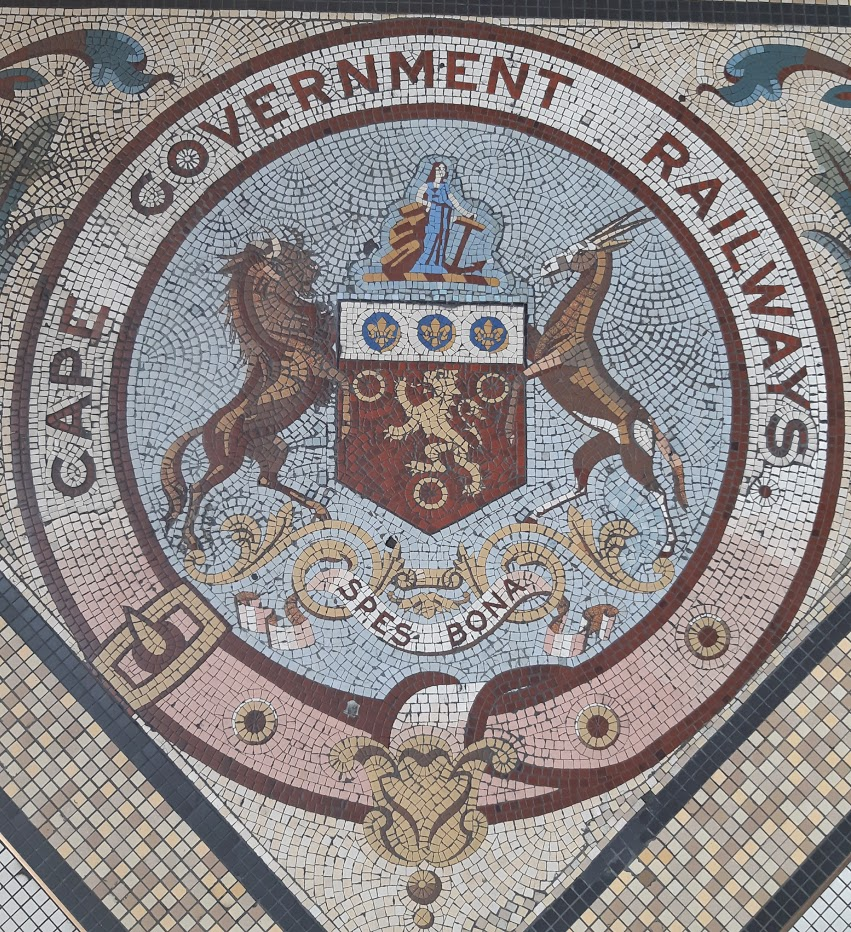
Cape Government Railways (Südafrika)
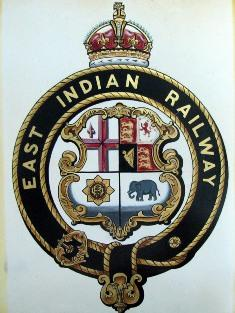
East Indian Railway (Britisch-Indien)